# Juan Carlos Miranda
Juan Carlos Miranda ( Chivilcoy, provincia de Buenos Aires, Argentina, 23 de julio de 1917 – 8 de julio de 1999 ) cuyo nombre real era Rafael Miguel Sciorra, fue un cantor dedicado al género del tango.

## Actividad profesional

### Primeros años y viaje a Buenos Aires
Era nieto de inmigrantes italianos, sus padres nacidos en Chivilcoy, su padre era panadero y su madre modista. En Chivilcoy, su ciudad natal, además de aprender el oficio de peluquero, hizo algunos estudios de música y canto y llegó a actuar con el apodo de Pájaro Rojo en bares de su ciudad y en una pequeña emisora local. En 1935 se trasladó a Buenos Aires y durante varios años residió en el barrio de Boedo. Se inscribió en PAADI, Primera Academia Argentina de Interpretación, una academia que tenía Luis Rubistein en Callao 420, que además de enseñar, tenía la actividad de proveer artistas a las radioemisoras, y fue así que Miranda tuvo oportunidad de que su voz saliera por un par de radios y llegó a ganar un concurso en Radio Splendid. El actor Fidel Pintos, que a veces colaboraba en las clases e incluso tomaba pruebas a los aspirantes, supo que el pianista Lucio Demare buscaba un cantor para su recién creada orquesta y le recomendó a Miranda, un desconocido en el ambiente. No muy convencido, Demare aceptó probarlo y después de 3 sesiones tanto Francisco Canaro como Roberto Fugazot que lo escucharon le dieron el visto bueno, por lo que lo contrató.
Así fue que Juan Carlos Miranda (nacido Rafael Miguel Sciorra) pasó a ser el primer cantor de tango de la orquesta de Lucio Demare y estrenó el tango Malena, luego difundido por otros cantantes.

### En la orquesta de Lucio Demare
Enseguida, el 13 de junio de 1938, grabó los tangos Telón, de Homero Manzi y el propio Demare y Din don, de Alberto Suárez Villanueva y Evaristo Fratantoni. Miranda continuó con Lucio Demare cuando este formó rubro con Elvino Vardaro, y en 1941 cuando volvió a tener su propia formación lo siguió hasta diciembre del 42, grabando otras 12 piezas, entre las que se destacan Al compás de un tango, Mañana zarpa un barco, Milonga en rojo, No me apures Carablanca, Nunca supe por qué, Pa' mí es igual y Sorbos amargos. La etapa con la orquesta de Lucio Demare, un conjunto que si bien tenía un excelente nivel no estaba entre las más populares, fue la más importante en la trayectoria de Miranda y la única que la historia tiene en cuenta. Este director marcó un estilo delicado y cálido que armonizaba con el estilo del cantor y este, a su vez, se identificaba plenamente con el tono de la orquesta, brillando ambos en horarios centrales de Radio el Mundo.
El estreno del tango Malena ocurrió en el cabaré Novelty, de la calle Esmeralda 473 adonde fueron Homero Manzi y Demare con la pieza recién terminada; Juan Carlos Miranda la ensayó y ese mismo día lo cantó en público por primera vez recibiendo la aprobación y felicitación de los autores. Miranda grabó la pieza el 23 de enero de 1942, unos días después que lo hiciera Troilo con Fiorentino.  El 29 de abril de ese año, en el cine Broadway, se estrenó el filme El viejo Hucha dirigida por Lucas Demare según guion de Homero Manzi y Ulyses Petit de Murat sobre la obra homónima de Carlos Damel y Camilo Darthés que tuvo como protagonistas a Enrique Muiño, Francisco Petrone, Nuri Montsé, Ilde Pirovano, Roberto Airaldi y Osvaldo Miranda. En la película uno de los protagonistas, encarnado por este último, aparece cantando Malena, pero su voz estaba doblada por Juan Carlos Miranda.

### Después de Demare
Después de desligarse de Demare, Miranda fue desapareciendo de un primer plano. Trabajó en el conjunto del bandoneonista Ciriaco Ortiz y, más adelante, en el del violinista Antonio Arcieri. En 1944, hizo presentaciones en radio y en locales, realizó alguna corta gira y grabó dos temas en homenaje a la Colonia Infantil Mi Esperanza, que fuera fundada en 1939 para albergar a los hijos sanos de los enfermos de lepra: la marcha Mi esperanza, a dúo con Alberto Ayerza y el tango Soldadito ausente.
Al año siguiente grabó en el sello Odeon con la orquesta del peruano Jorge Huirse en Buenos Aires para su comercialización en Perú. Se presentó en Montevideo, también en Chile con una orquesta mendocina en Chile y volvió a trabajar en el Novelty integrando la Orquesta Argentina, que por un muy corto período formaron los músicos desvinculados del conjunto de Osvaldo Fresedo. Se vinculó en 1948 a la orquesta  Campos-Calabró y en 1950 cuando se separan siguió con el primero, del que era gran amigo. Este conjunto tuvo poca duración porque Francisco Rotundo contrató a Campos para reemplazar a Carlos Roldán que se había desvinculado. A partir de allí tuvo escasas presentaciones, algunas de las cuales fueron en un viejo club de la calle Fragata Sarmiento y Avenida San Martín el barrio de La Paternal,  y a comienzos de la década de 1990 había vuelto al oficio de su padre trabajando como peluquero en la Escuela Técnica que dependía del Ejército Argentino sita en la avenida Cabildo.
Juan Carlos Miranda falleció el 8 de julio de 1999.